# سوزار سوباری
سوزار سوباری (گرجی: სოზარ სუბარი) (زادهٔ ۴ نوامبر ۱۹۶۴) سیاستمدار، روزنامه‌نگار و فعال سابق حقوق بشر گرجستانی است. او قبلاً وزیر آوارگان، اسکان و پناهندگان گرجستان از ۲۶ ژوئیه ۲۰۱۴ تا ۱۳ ژوئن ۲۰۱۸ بود. وی از سال ۲۰۰۴ تا ۲۰۰۹ به عنوان آمبودزمان عمومی گرجستان و از سال ۲۰۱۲ تا ۲۰۱۴ وزیر اصلاحات و معاونت حقوقی بود.
در ۲ اوت ۲۰۲۲، سوباری یکی از بنیانگذاران قدرت خلق، یک شاخه حاکمیتی از حزب حاکم رویای گرجستان بود. این جنبش سازمان‌های غیردولتی گرجستان را متهم به همکاری با عوامل خارجی کرد و قانونی را برای مهار نفوذ خارجی پیشنهاد کرد. این لایحه پس از اعتراضات گسترده در ۷ مارس ۲۰۲۳ پس گرفته شد.